# Joseph Polo
Joseph Polo –conocido como Joe Polo– (Duluth, 10 de diciembre de 1982) es un deportista estadounidense que compite en curling.
Participó en dos Juegos Olímpicos de Invierno, en los años 2006 y 2018, obteniendo dos medallas, bronce en Turín 2006 y oro en Pyeongchang 2018. Ganó una medalla de bronce en el Campeonato Mundial de Curling Mixto Doble de 2016.

## Palmarés internacional
| Juegos Olímpicos               | Juegos Olímpicos            | Juegos Olímpicos  | Juegos Olímpicos |
| Año                            | Lugar                       | Medalla           | Prueba           |
| ------------------------------ | --------------------------- | ----------------- | ---------------- |
| 2006                           | Turín (Italia)              | Medalla de bronce | Equipo           |
| 2018                           | Pyeongchang (Corea del Sur) | Medalla de oro    | Equipo           |
| Campeonato Mundial Mixto Doble |                             |                   |                  |
| Año                            | Lugar                       | Medalla           | Prueba           |
| 2016                           | Karlstad (Suecia)           | Medalla de bronce | Mixto doble      |